# Конный портрет короля Карла I со шталмейстером Сен-Антуаном
Конный портрет короля Карла I со шталмейстером Сен-Антуаном (нидерл. Karel I te paard met M. de St. Antoine) — картина голландского живописца Антониса ван Дейка, написанная в 1633 году. Сюжетом для полотна послужил урок верховой езды Карла I, короля Англии вместе со своим шталмейстером — Пьером Антуаном Бурдоном (англ. Pierre Antoine Bourdon). Портрет хранится в фондах Королевской коллекции в Букингемском дворце. Другая версия (копия 1635 года) из коллекции графа Карнарвона, хранится в Государственной столовой замка Хайклер.

## История создания
В 1632 году Антонис ван Дейк уезжает в Англию по приглашению короля Карла I, который был увлечен творчеством этого голландского художника. В Лондоне он получает собственный дом, мастерскую и титул главного придворного живописца. После того, как королева выдала замуж за него одну из своих фрейлин, Антонис ван Дейк становится английским аристократом. В знак особой благодарности художник обещает написать величественный портрет Карла I. Решение изобразить монарха, сидящего верхом на лошади, было принято после того, как Антонис ван Дейк узнал, что король имеет рост около 163 см и очень стыдится этого.

## Сюжет картины
Антонис ван Дейк принял решение выполнить портрет монарха в стиле римских императоров, а именно — Марка Аврелия. Эта идея ему пришла на ум после путешествия по Италии, где он видел конную статую Марка Аврелия. Картина в точности повторяет статую в Риме, за незначительным исключением — Карл I не просто вытянул правую руку вверх, а держит в ней стек (жокейская палочка с петлей для руки). Лошадь была изображена более благородной породы, но в идентичной позе. Чтобы придать большей значимости портрету, всадник был изображен проезжающим сквозь триумфальную арку, возле которой был помещен родовой герб. Также на портрете был изображен Пьер Антуан Бурдон — известный мастер верховой езды, шталмейстер, который состоял до 1609 года на службе Генриха IV, а после был приглашен в Английский королевский двор.